# الوهم والحقيقة (مسلسل 1980)
الوهم والحقيقة هو مسلسل تلفزيوني مصري عُرض أول مرة سنة 1980، من بطولة صلاح ذو الفقار، فكرة يوسف فرنسيس، سيناريو وحوار إبراهيم مسعود، ومن إخراج حسن سيف الدين.

## طاقم التمثيل
- صلاح ذو الفقار: (جعفر عبد الجليل)
- زيزي البدراوي: (كريمة/ناهد)
- محمد وفيق: (مفتش المباحث رؤوف)
- حسن حسني: (رشدي)
- أشرف عبد الغفور: (فريد)
- زوزو نبيل: (صادقة)
- إحسان القلعاوي: (أمينة أم فريد)
- طارق النهري: (ضابط المباحث شريف)